# Walther P5

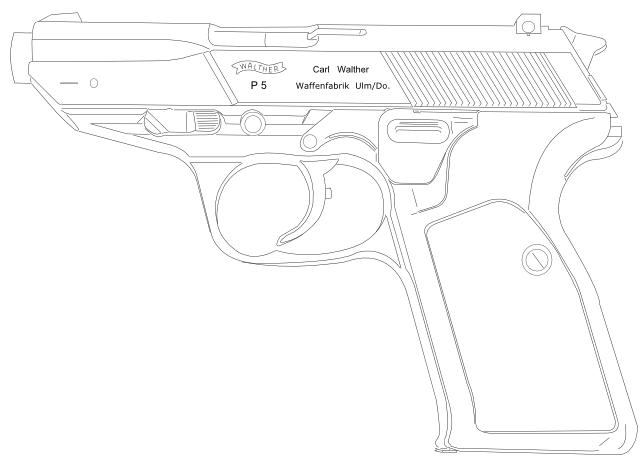
Walther Р5

Walther P5 — німецький пістолет, розроблений фірмою Walther у 1979 році.
Walther Р5 був розроблений для німецької поліції, оскільки їй був потрібен новий, компактний і безпечний поліцейський пістолет. Walther Р5 був прийнятий на службу як федеральною поліцією ФРН, так і поліцією Голландії, португальськими збройними силами та іншими силовими структурами Європи. Крім того, цей пістолет досі продається на цивільному ринку.
Крім базового варіанту, також проводився варіант компактного Р5, який мав небагато зменшення ствол та затвор. також деякий час виготовлявся варіант P5 з подовженим стволом, він був призначений в першу чергу для спортивно-цільовий стрільби. Цей пістолет міг оснащуватися як фіксованими, так і регульованими прицільними пристосуваннями, у той час як у базового варіанту були тільки фіксовані мушка та цілик.

## Використання
- Німеччина
- Нідерланди: стандартна зброя поліції до 2013.
- Нігерія
- Португалія
- США: різні поліцейські формування